# Ophisma fulvipuncta
Ophisma fulvipuncta är en fjärilsart som beskrevs av William Schaus 1911. Ophisma fulvipuncta ingår i släktet Ophisma och familjen nattflyn. Inga underarter finns listade i Catalogue of Life.